# Hjertestarter (film)
 For alternative betydninger, se Hjertestarter. (Se også artikler, som begynder med Hjertestarter)
Hjertestarter er en dansk kortfilm fra 2015, der er instrueret af Tuong Luu.

## Handling
Denne artikel mangler et handlingsreferat. Hjælp os med at skrive det.

## Medvirkende
- Christian Stovgaard, Christian
- Mohamed Ali Sufi, Hassan
- Abdulkadir Isakasson, Indvandrer 1
- Nick Akueson, Indvandrer 2
- Mikkel Stensgaard, "Lille Christian"
- Linus Kleberg, Dreng
- Nina Pedersen, Mor
- Tuong Luu, Falckredder
- Tuong Luu, Læge 1
- Jacob Aagaard, Læge 2